# Làser de retroalimentació distribuïda

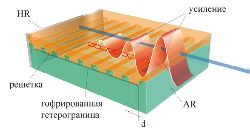
Esquema òptic d'un làser semiconductor amb retroalimentació distribuïda. HR és un mirall amb un alt coeficient de reflexió; AR - recobriment antireflectant.

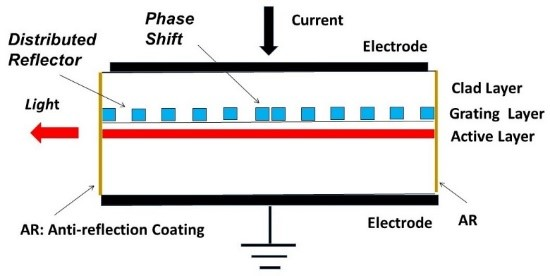
Estructura esquemàtica del làser de retroalimentació distribuïda de canvi de fase, a l'octubre de 1983 ~Làser de mode únic dinàmic termoajustable ~.

Un làser de retroalimentació distribuïda (amb acrònim anglès DFB) és un tipus de díode làser, làser de cascada quàntica o làser de fibra òptica on la regió activa del dispositiu conté un element estructurat periòdicament o una xarxa de difracció. L'estructura construeix una xarxa d'interferència unidimensional (dispersió de Bragg), i la xarxa proporciona retroalimentació òptica per al làser. Aquesta xarxa de difracció longitudinal té canvis periòdics en l'índex de refracció que provoquen una reflexió a la cavitat. El canvi periòdic pot ser en la part real de l'índex de refracció o en la part imaginària (guany o absorció). La xarxa més forta funciona en el primer ordre, on la periodicitat és d'una mitja ona i la llum es reflecteix cap enrere. Els làsers DFB solen ser molt més estables que els làsers Fabry-Perot o DBR i s'utilitzen amb freqüència quan es necessita un funcionament net d'un mode únic, especialment en telecomunicacions de fibra òptica d'alta velocitat. Làsers DFB de semiconductors a la finestra de pèrdua més baixa de fibres òptiques a uns 1,55 μm. La longitud d'ona de μm, amplificada per amplificadors de fibra dopada amb erbi (EDFA), dominen el mercat de comunicacions de llarga distància, mentre que els làsers DFB a la finestra de dispersió més baixa de 1,3 μm s'utilitzen a distàncies més curtes.
El tipus més senzill de làser és un làser Fabry-Perot, on hi ha dos reflectors de banda ampla als dos extrems de la cavitat òptica del làser. La llum rebota d'anada i tornada entre aquests dos miralls i forma modes longitudinals, o ones estacionàries. El reflector posterior té generalment una alta reflectivitat i el mirall frontal té una reflectivitat més baixa. Aleshores, la llum surt del mirall frontal i forma la sortida del díode làser. Com que els miralls són generalment de banda ampla i reflecteixen moltes longituds d'ona, el làser admet múltiples modes longitudinals, o ones estacionàries, simultàniament i làser multimode, o salta fàcilment entre modes longitudinals. Si la temperatura d'un làser semiconductor Fabry-Perot canvia, les longituds d'ona que són amplificades pel medi làser varien ràpidament. Al mateix temps, els modes longitudinals del làser també varien, ja que l'índex de refracció també és una funció de la temperatura. Això fa que l'espectre sigui inestable i depengui molt de la temperatura. A les longituds d'ona importants d'1,55 μm i 1,3 μm, el guany màxim es mou normalment al voltant de 0,4 nm a les longituds d'ona més llargues a mesura que augmenta la temperatura, mentre que els modes longitudinals es desplacen al voltant de 0,1 nm a les longituds d'ona més llargues.
Si un o tots dos d'aquests miralls finals es substitueixen per una xarxa de difracció, l'estructura es coneix com a làser DBR (reflector de Bragg distribuït). Aquests miralls de reixeta de difracció longitudinal reflecteixen la llum a la cavitat, molt semblant a un recobriment de mirall multicapa. Els miralls de xarxa de difracció tendeixen a reflectir una banda de longituds d'ona més estreta que els miralls extrems normals, i això limita el nombre d'ones estacionàries que es poden suportar pel guany a la cavitat. Així, els làsers DBR solen ser més estables espectralment que els làsers Fabry-Perot amb recobriments de banda ampla. No obstant això, a mesura que canvia la temperatura o el corrent al làser, el dispositiu pot "mode-hop", saltant d'una ona estacionària a una altra. Els canvis generals amb la temperatura són, però, més baixos amb els làsers DBR, ja que els miralls determinen quins modes longitudinals es mouen i es desplacen amb l'índex de refracció i no amb el guany màxim.